# 高木エレナ
高木 エレナ（たかぎ エレナ、1991年1月30日 - ）は、福島県白河市出身のハンドボール選手。旧姓：山根（やまね）。日本ハンドボールリーグの三重バイオレットアイリス所属。父親は日本人、母親はポーランド人である。。

## 経歴
日本体育大学進学後は2009年に第10回女子ジュニアアジア選手権の日本代表U-20に選出された。2010年は関東学生ハンドボール・秋季リーグで優秀新人賞を受賞。同年7月には第17回女子ジュニア世界選手権の日本代表に選ばれた。
2011年は春季リーグで優秀選手賞を受賞。2012年は春季リーグで特別賞を受賞した。
2013年1月に日本ハンドボールリーグの三重バイオレットアイリスへ加入。背番号は「16」。同年5月には第1回U-22東アジア選手権の日本代表に選出された。
2013-2014年シーズンから背番号を「1」へ変更。同シーズンは毛利久美と併用され、15試合に出場した。
2014-15年シーズンは毛利が広島メイプルレッズへ移籍し、同シーズンは全18試合に出場した。
2016年7月の第21回ヒロシマ国際ハンドボール大会で日本代表に初選出された。
2017年4月5日にMVIと2017-18年シーズンの契約を更新。同年8月に結婚を発表し、登録名を「高木 エレナ」へ変更した。
2018-19年シーズンは産休のためGKコーチに就任。

## 詳細情報

### 年度別成績
| 年       | チーム   | 試合 | FS 阻止  | 率   | 7m 阻止 | 率   |
| -------- | -------- | ---- | -------- | ---- | ------- | ---- |
| 2013-14  | MVI      | 15   | 45/121   | .371 | 5/24    | .208 |
| 2014-15  | MVI      | 18   | 239/590  | .405 | 8/40    | .200 |
| 2015-16  | MVI      | 11   | 98/227   | .432 | 3/11    | .273 |
| 2016-17  | MVI      | 18   | 148/326  | .454 | 2/17    | .118 |
| 2017-18  | MVI      | 24   | 268/588  | .456 | 3/20    | .150 |
| 2018-19  | MVI      | 0    | -        | -    | -       | -    |
| JHL：6年 | JHL：6年 | 86   | 798/1852 | .431 | 21/112  | .188 |

- 各年度の太字はリーグ最高

### JHLプレーオフ
| 年      | チーム | 試合                                                       | FS 阻止 | 率   | 7m 阻止 | 率 |
| ------- | ------ | ---------------------------------------------------------- | ------- | ---- | ------- | -- |
| 2016-17 | MVI    | 北國銀行戦 (準決勝)                                        | 7/20    | .350 | 0/0     | -  |
| 2017-18 | MVI    | ソニーセミコンダクタマニュファクチャリング戦 (1stステージ) | 15/37   | .405 | 0/0     | -  |
| 2018-19 | MVI    | オムロン戦 (1stステージ)                                   | -       | -    | -       | -  |

### 背番号
- 16 (2013年)
- 1 (2014年 - )

## 代表歴

### 日本代表
- ヒロシマ国際大会 (2016年)

### 日本代表U-22
- U-22東アジア選手権 (2013年)

### 日本代表U-20
- ジュニア世界選手権 (2010年)
- ジュニアアジア選手権 (2009年)